# Hippotion luecki
Hippotion luecki är en fjärilsart som beskrevs av Adolf G. Closs 1912. Hippotion luecki ingår i släktet Hippotion och familjen svärmare. Inga underarter finns listade i Catalogue of Life.